# أنبوب سيليكترون
كان أنبوب سيليكترون شكلًا مبكرًا من ذاكرة الكمبيوتر الرقمية التي طورها جان راجشمان ومجموعته في شركة راديو أمريكا (بالإنجليزية: Radio Corporation of America (RCA)) تحت إشراف فلاديمير زوريكين. كان عبارة عن أنبوب مفرغ يخزن البيانات الرقمية كشحنات كهروستاتيكية باستخدام تقنية مشابهة لجهاز تخزين أنبوب ويليامز. لم يكن الفريق قادرًا أبدًا على إنتاج شكل قابل للتطبيق تجاريًا من أنبوب سيليكترون قبل أن تصبح الذاكرة المغناطيسية الأساسية عالمية تقريبًا.

## التطوير
بدأ تطوير أنبوب سيليكترون في عام 1946 بناءً على طلب جون فون نيومان من معهد الدراسات المتقدمة، الذي كان في خضم تصميم آلة آي إيه سي (IAS) وكان يبحث عن شكل جديد من الذاكرة عالية السرعة.
كان مفهوم التصميم الأصلي لشركة راديو أمريكا بسعة 4096 بت، مع إنتاج مخطط قدره 200 بحلول نهاية عام 1946. ووجدوا أن تصنيع الجهاز أصعب بكثير مما كان متوقعًا، ولم يكن متاحًا بحلول منتصف عام 1948. مع استمرار التطوير، أُجبرت آلة IAS على التبديل إلى أنابيب ويليامز للتخزين، واختفى العميل الأساسي لـ أنبوب سيليكترون. فقدت شركة راديو أمريكا الاهتمام بالتصميم وكلفت مهندسيها بتحسين أجهزة التلفزيون،
أدى طلبٌ من سلاح الجو الأمريكي إلى إعادة فحص الجهاز في شكل 256 بت. استفادت شركة Rand Corporation من هذا المشروع لتبديل آلة IAS الخاصة بها، JOHNNIAC، إلى هذا الإصدار الجديد من أنبوب سيليكترون، باستخدام 80 منها لتوفير 512 كلمة 40 بت من الذاكرة الرئيسية. لقد وقعوا عقد تطوير مع RCA لإنتاج أنابيب كافية لآلاتهم بتكلفة متوقعة تبلغ 500 دولار لكل أنبوب (5378 دولارًا في 2020).
في هذا الوقت تقريبًا، أعربت شركة آي بي إم عن اهتمامها بأنبوب سيليكترون أيضًا، لكن هذا لم يؤد إلى إنتاج إضافي. ونتيجة لذلك، كلفت شركة راديو أمريكا مهندسيها بتطوير التلفزيون الملون، ووضع أنبوب سيليكترون في أيدي «حمات اثنين من الموظفين المستحقين (رئيس مجلس الإدارة والرئيس)».
تم استبدال كل من أنبوب سيليكترون وأنبوب ويليامز في السوق بواسطة الذاكرة المغناطيسية المدمجة والفعالة من حيث التكلفة، في أوائل الخمسينيات من القرن الماضي. قرر مطورو JOHNNIAC التبديل إلى كور حتى قبل اكتمال الإصدار الأول المستند إلى أنبوب سيليكترون.

## مبدأ التشغيل

### تخزين الكهرباء الساكنة
كان أنبوب ويليامز مثالاً على فئة عامة من أجهزة أنبوب أشعة الكاثود (CRT) المعروفة باسم أنابيب التخزين. تتمثل الوظيفة الأساسية لأنبوب أشعة الكاثود التقليدي في عرض صورة عن طريق إضاءة الفوسفور باستخدام حزمة من الإلكترونات التي يتم إطلاقها عليها من مسدس إلكتروني في الجزء الخلفي من الأنبوب. يتم توجيه النقطة المستهدفة من الحزمة حول مقدمة الأنبوب من خلال استخدام مغناطيس الانحراف أو الألواح الكهروستاتيكية.
كانت أنابيب التخزين مبنية على أنبوب أشعة الكاثود، وأحيانًا غير معدلة. لقد اعتمدوا على مبدأين غير مرغوب فيهما من الفوسفور المستخدم في الأنابيب. أحدهما أنه عندما ضربت إلكترونات من مدفع إلكترون أنبوب أشعة الكاثود الفوسفور لإشعاله، فإن بعض الإلكترونات «عالقة» في الأنبوب وتسبب في تراكم شحنة كهربائية ثابتة موضعية. والثاني هو أن الفوسفور، مثل العديد من المواد، أطلق أيضًا إلكترونات جديدة عندما تصطدم بشعاع إلكتروني، وهي عملية تعرف باسم الانبعاث الثانوي.
كان للانبعاث الثانوي ميزة مفيدة تتمثل في أن معدل إطلاق الإلكترون كان غير خطي بشكل ملحوظ. عندما تم تطبيق جهد تجاوز عتبة معينة، زاد معدل الانبعاث بشكل كبير. تسبب هذا في تحلل البقعة المضاءة بسرعة، مما تسبب أيضًا في إطلاق أي إلكترونات عالقة أيضًا. استخدمت الأنظمة المرئية هذه العملية لمسح الشاشة، مما تسبب في تلاشي أي نمط مخزّن بسرعة. بالنسبة لاستخدامات الكمبيوتر، كان الإصدار السريع للشحنة العالقة هو الذي سمح باستخدامها للتخزين.
في أنبوب ويليامز، يتم استخدام مسدس الإلكترون الموجود في الجزء الخلفي من أنبوب أشعة الكاثود النموذجي لإيداع سلسلة من الأنماط الصغيرة التي تمثل 1 أو 0 على الفوسفور في شبكة تمثل مواقع الذاكرة. لقراءة العرض، قام الشعاع بمسح الأنبوب مرة أخرى، وهذه المرة مضبوطة على جهد قريب جدًا من عتبة الانبعاث الثانوية. تم اختيار الأنماط لتحيز الأنبوب بشكل إيجابي أو سلبي قليلاً. عندما تمت إضافة الكهرباء الساكنة المخزنة إلى جهد الحزمة، فإن الجهد الكلي إما تجاوز عتبة الانبعاث الثانوية أو لا. إذا تجاوزت العتبة، تنطلق دفقة من الإلكترونات مع تحلل النقطة. تمت قراءة هذا الاندفاع بالسعة على لوحة معدنية موضوعة أمام جانب العرض من الأنبوب مباشرة.
كانت هناك أربع فئات عامة من أنابيب التخزين؛ «نوع إعادة التوزيع السطحي» الذي يمثله أنبوب ويليامز، ونظام «شبكة الحاجز»، والذي تم تسويقه دون جدوى بواسطة أنبوب أشعة الكاثود باعتباره أنبوب راديكون، ونوع «إمكانية الالتصاق» الذي لم يتم استخدامه تجاريًا، ومفهوم «الحزمة القابضة»، منها أنبوب سيليكترون هو مثال محدد.

### مفهوم الشعاع القابض
في التطبيق الأساسي، يستخدم أنبوب الحزمة القابضة ثلاث مدافع إلكترونية: واحدة للكتابة، وواحدة للقراءة، وثالثة تُعرف باسم «مسدس مسدس» تحافظ على النمط. العملية العامة مشابهة جدًا لأنبوب ويليامز من حيث المفهوم. كان الاختلاف الرئيسي هو المسدس الذي يطلق النار باستمرار وغير مركّز، لذا غطى منطقة التخزين بالكامل على الفوسفور. تسبب هذا في شحن الفوسفور باستمرار إلى جهد محدد، أقل إلى حد ما من عتبة الانبعاث الثانوية.
تمت الكتابة بإطلاق مسدس الكتابة بجهد منخفض بطريقة مشابهة لأنبوب ويليامز، مضيفًا جهدًا إضافيًا للفوسفور. وهكذا كان نمط التخزين هو الاختلاف الطفيف بين الفولتية المخزنة على الأنبوب، وعادةً ما يختلف بضع عشرات من الفولتات.  وبالمقارنة، استخدم أنبوب ويليامز جهدًا أعلى بكثير، مما أدى إلى إنتاج نمط لا يمكن تخزينه إلا لفترة قصيرة قبل أن يتحلل دون إمكانية القراءة.
تمت القراءة عن طريق مسح مسدس القراءة عبر منطقة التخزين. تم ضبط هذا المسدس على جهد يتخطى عتبة الانبعاث الثانوية للشاشة بأكملها. إذا كانت المنطقة الممسوحة ضوئيًا تحتوي على مسدس حمل محتمل، فسيتم إطلاق عدد معين من الإلكترونات، وإذا كانت تحمل مسدس الكتابة، فسيكون الرقم أعلى. تمت قراءة الإلكترونات على شبكة من الأسلاك الدقيقة الموضوعة خلف الشاشة، مما يجعل النظام قائمًا بذاته تمامًا. في المقابل، كانت لوحة قراءة أنبوب ويليامز أمام الأنبوب، وتطلبت ضبطًا ميكانيكيًا مستمرًا للعمل بشكل صحيح.  تتميز الشبكة أيضًا بميزة تقسيم الشاشة إلى نقاط فردية دون الحاجة إلى التركيز الشديد لنظام ويليامز.
كان التشغيل العام هو نفسه نظام ويليامز، لكن لمفهوم الاحتفاظ بميزتين رئيسيتين. إحداها أنها تعمل بفروق جهد أقل بكثير وبالتالي كانت قادرة على تخزين البيانات بأمان لفترة أطول من الوقت. كان الآخر هو أنه يمكن إرسال محركات مغناطيسية الانحراف نفسها إلى عدة مسدسات إلكترونية لإنتاج جهاز واحد أكبر بدون زيادة في تعقيد الإلكترونيات.

## التصميم
قامت أنبوب سيليكترون بتعديل مفهوم مسدس الإمساك الأساسي من خلال استخدام الثقوب المعدنية الفردية التي تم استخدامها لتخزين شحنة إضافية بطريقة أكثر قابلية للتنبؤ وطويلة الأمد.
على عكس أنبوب أشعة الكاثود حيث يكون مسدس الإلكترون مصدرًا واحدًا يتكون من خيوط ومسرع مشحون واحد، فإن «البندقية» في أنبوب سيليكترون عبارة عن لوحة والمُسرع عبارة عن شبكة من الأسلاك (وبالتالي استعارة بعض ملاحظات التصميم من شبكة الحاجز آلة النفخ). تسمح دوائر التبديل بتطبيق الفولتية على الأسلاك لتشغيلها أو إيقاف تشغيلها. عندما يطلق البندقية من خلال الثقوب، يتم نزع تركيزها قليلاً. تصطدم بعض الإلكترونات بالفتحة وتضع شحنة عليها.
كان طول محدد 4096 بت الأصلي، 10 بوصة (250 مـم) 3 بوصة (76 مـم) أنبوب مفرغ مكون من 1024 × 4 بت. كان يحتوي على كاثود ساخن بشكل غير مباشر يمتد في المنتصف، محاطًا بمجموعتين منفصلتين من الأسلاك - شعاعي واحد ومحوري واحد - تشكيل مصفوفة شبكية أسطوانية، وأخيراً طلاء مادة تخزين عازلة للكهرباء داخل أربعة أجزاء من أسطوانة معدنية مغلقة، تسمى ألواح الإشارة. تم تخزين البتات كمناطق شحن منفصلة على الأسطح الملساء للوحات الإشارة.
كانت مجموعتا أسلاك الشبكة المتعامدة عادة «منحازة» موجبة قليلاً، بحيث يتم تسريع الإلكترونات من الكاثود عبر الشبكة للوصول إلى العازل. يسمح التدفق المستمر للإلكترونات بتجديد الشحنة المخزنة باستمرار عن طريق الانبعاث الثانوي للإلكترونات. لتحديد جزء ما ليتم قراءته أو الكتابة إليه، كانت جميع الأسلاك المتجاورة باستثناء اثنين على كل من الشبكتين منحازة سلبية، مما يسمح للتيار بالتدفق إلى العازل في مكان واحد فقط.
في هذا الصدد، يعمل أنبوب سيليكترون بالمعنى المعاكس لأنبوب ويليامز. في أنبوب ويليامز، تقوم الحزمة بالمسح الضوئي باستمرار في دورة قراءة / كتابة والتي تُستخدم أيضًا في تجديد البيانات. في المقابل، يقوم أنبوب سيليكترون دائمًا بإعادة إنشاء الأنبوب بالكامل، ويكسر هذا بشكل دوري فقط للقيام بالقراءات والكتابة الفعلية. لم يؤدي هذا إلى جعل العملية أسرع نظرًا لعدم وجود فترات توقف مؤقتة مطلوبة فحسب، بل كان يعني أيضًا أن البيانات كانت أكثر موثوقية نظرًا لأنه يتم تحديثها باستمرار.

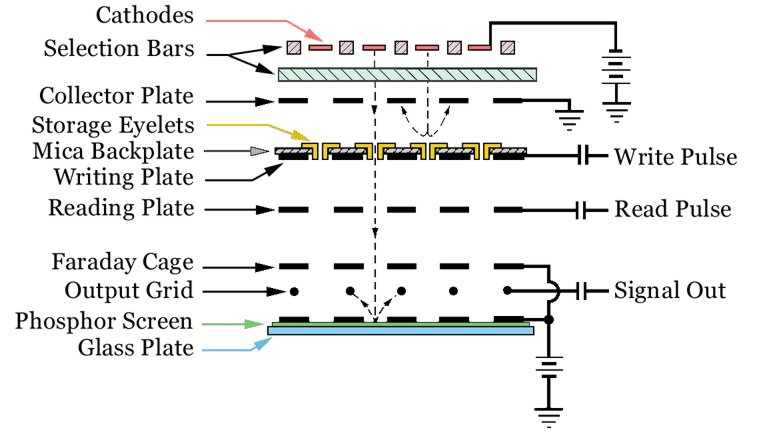
المقطع العرضي لأنبوب سيليكترون

تم إنجاز الكتابة عن طريق اختيار جزء صغير، على النحو الوارد أعلاه، ثم إرسال نبضة جهد، سواء كانت موجبة أو سلبية، إلى لوحة الإشارة. مع تحديد جزء صغير، سيتم سحب الإلكترونات (بإمكانية موجبة) أو دفعها من (جهد سلبي) العازل. عندما تم إسقاط التحيز على الشبكة، كانت الإلكترونات محاصرة على العازل كبقعة للكهرباء الساكنة.
للقراءة من الجهاز، تم تحديد موقع بت وإرسال نبضة من الكاثود. إذا احتوى العازل الكهربائي لتلك القطعة على شحنة، فسيتم دفع الإلكترونات بعيدًا عن العازل الكهربائي وتقرأ كنبضة موجزة للتيار في لوحة الإشارة. لا يوجد مثل هذا النبض يعني أن العازل الكهربائي يجب ألا يحمل شحنة.
كان جهاز «الإنتاج» ذو السعة الأصغر 256 بت (128 × 2 بت)، في غلاف أنبوب مفرغ مماثل. تم بناؤه مع صفيفتي تخزين من «ثقوب» منفصلة على لوحة مستطيلة، مفصولة بصف من ثمانية كاثودات. تم تقليل عدد الدبوس من 44 للجهاز 4096 بت إلى 31 دبوسًا واثنين من موصلات إخراج الإشارة المحورية. تضمنت هذه النسخة فوسفورًا أخضر مرئيًا في كل ثقب  حتى يمكن أيضًا قراءة حالة البت بالعين.

## براءات الاختراع
- U.S. Patent 2٬494٬670 Cylindrical 4096-bit Selectron
- U.S. Patent 2٬604٬606 Planar 256-bit Selectron

### للقراءة المتعمّقة
- Eckert Jr.، J. Presper (أكتوبر 1953). "A Survey of Digital Computer Memory Systems" (PDF). Proceedings of the IRE. ج. 41 ع. 10: 1393–1406. DOI:10.1109/jrproc.1953.274316. مؤرشف من الأصل (PDF) في 2022-12-05. Republished in IEEE Annals of the History of Computing, Volume 20 Number 4 (October 1988), pp. 11–28 دُوِي:10.1109/85.728227
- Knoll، Max؛ Kazan، B. (1952). Storage Tubes and Their Basic Principles (PDF). John Wiley and Sons. مؤرشف من الأصل (PDF) في 2023-04-25.

## روابط خارجية
- معلومات أكثر عن السيليترون
- عرض الأجهزة المبكّرة - تصوّر لأنبوب سيليكترون 256 بت
- المزيد من الصور عن أنبوب سيليكترون
- تاريخ أنبوب سيليكترون